# Queiroz (kommun)
Queiroz är en kommun i Brasilien.   Den ligger i delstaten São Paulo, i den södra delen av landet, 700 km söder om huvudstaden Brasília. Antalet invånare är 2 808.
Följande samhällen finns i Queiroz:
- Queiroz

Omgivningarna runt Queiroz är en mosaik av jordbruksmark och naturlig växtlighet. Runt Queiroz är det mycket glesbefolkat, med 3 invånare per kvadratkilometer.